# Erythrodiplax laurentia
Erythrodiplax laurentia là loài chuồn chuồn trong họ Libellulidae. Loài này được Borror mô tả khoa học đầu tiên năm 1942.